# 東方スペルカーニバル
『東方スペルカーニバル』は、コンパイルハートより2024年6月6日に発売されたゲームソフト。対応プラットフォームはNintendo Switch・PlayStation 5・PlayStation 4。「東方Project」公認二次創作ゲームのひとつで、弾幕系シューティングとタクティカルRPGを合わせた内容となっている。

## ストーリー
ある日、博麗神社の巫女・博麗霊夢は、幻想郷の各地にそびえ立つ謎の柱を目にする。その柱は八雲紫が主催する、互いの持つスペルカードを賭けて戦う「符闘祭」の幕開けを告げる合図であった。
紫の真意を探るため、霊夢はスペルカード争奪戦に参加する。

## ゲームシステム

### バトルシステム
アクションポイント（AP）を消費してスキルを使用することで、弾幕を作り出し攻撃する。APは時間経過により回復する。また、スペルゲージを貯めることで「切り札スペルカード」を発動することができる。発動時にはキャラ専用のカットイン演出を見ることができる。アシスト操作を使うことで素早く簡単に指示を出すも可能。
フィールド上には敵を倒すと得られる「ボーナスアイテム」、マスの上にいるユニットやフィールドに様々な効果をもたらす「アトリビュート」、ユニットや弾幕の進行を妨げる「オブジェクト」が配置されており、それらを上手く利用することが攻略の鍵となる。
戦闘準備画面では勝利条件、敗北条件の確認の他、メンバー編成、セッティング、ミッション確認、コンフィグ設定、セーブを行うことができる。メンバー編成では出撃ユニットの変更、配置変更、敵、味方ユニットの詳細情報の確認をすることが出来る。ユニットは1戦闘につき最大5人まで出撃可能。セッティングでは取得した武器やスキルの付け替え、アイテムによる経験値付与を行うことができる。ユニット詳細では味方・敵のステータスやドロップアイテム・スキル・アビリティ等を確認することができる。

### 拠点・ワールドマップ
ワールドマップではステージを選択してストーリーイベントやバトルを発生させることが出来る。ストーリーイベントにはメインイベントとサブイベントが存在し、ストーリーが進むと、新たなステージが解放される。
拠点は博麗神社に存在しており、キャラクターと触れ合ったり、授与所でお札やお守り、おみくじを購入することができる。宝物殿ではギャラリーや音楽、キャラクター・エネミー情報やシナリオ回想を閲覧できる。絵馬ではミッションの達成条件や達成度、クリア条件を確認できる。

## キャラクター
摩多羅隠岐奈以外はプレイアブルキャラクター。
- 博麗霊夢 - 中原麻衣
- 霧雨魔理沙 - 内山夕実
- 八雲紫 - 日笠陽子
- レミリア・スカーレット - 内田真礼
- 十六夜咲夜 - 桑原由気
- 西行寺幽々子 - 羊宮妃那

- 魂魄妖夢 - 富田美憂
- アリス・マーガトロイド - 加隈亜衣
- 東風谷早苗 - 大橋彩香
- 射命丸文 - 水橋かおり
- 鈴仙・優曇華院・イナバ - 河野ひより
- 藤原妹紅 - 伊藤かな恵
- 古明地さとり - 花守ゆみり
- 古明地こいし - 諸星すみれ
- 霊烏路空 - 古賀葵
- 比那名居天子 - 鈴代紗弓
- 驪駒早鬼 - 大久保瑠美
- フランドール・スカーレット - 麻倉もも
- 聖白蓮 - 遠藤綾
- 摩多羅隠岐奈 - 柚木涼香